# مؤشر الديمقراطية-الدكتاتورية

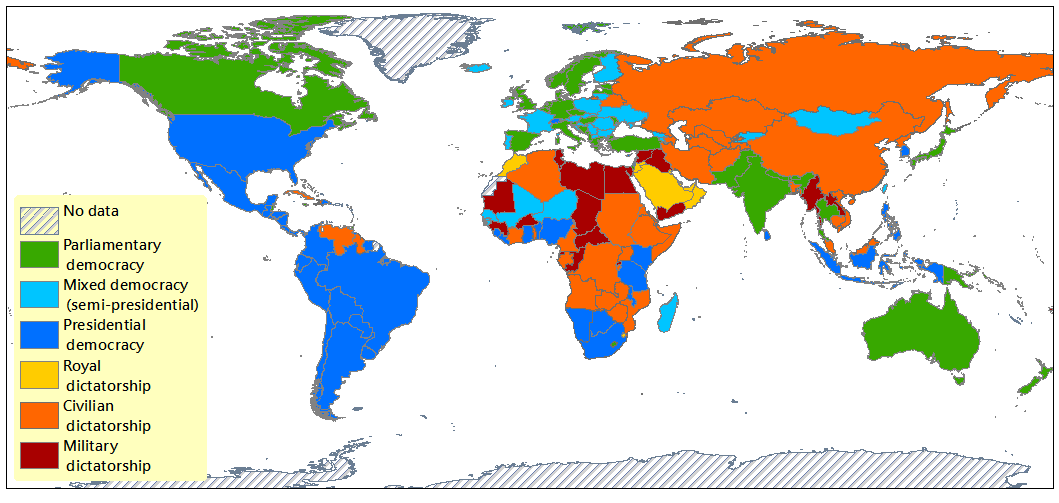
الديمقراطيات والديكتاتوريات في عام 2008.

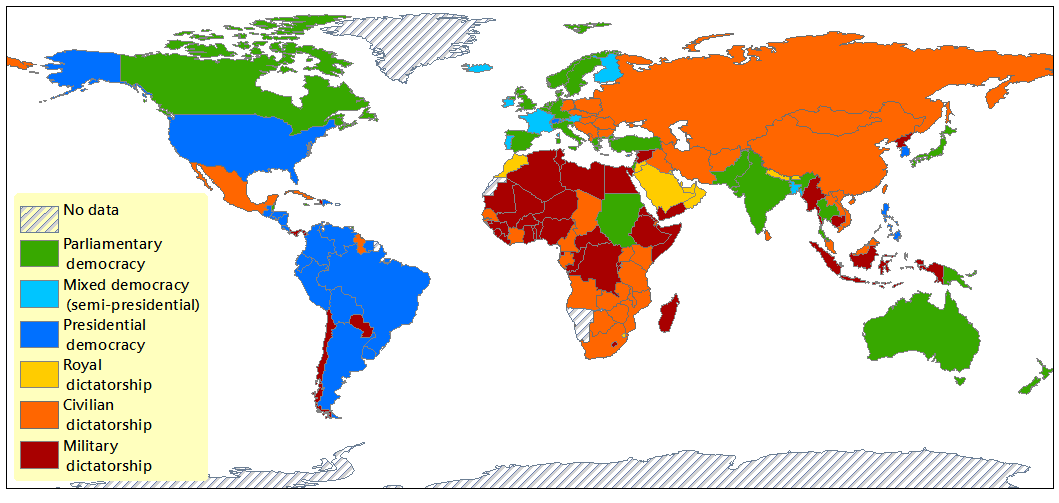
الديمقراطيات والديكتاتوريات في عام 1988.

الديمقراطية - الدكتاتورية ( DD )، أو مؤشر الديمقراطية والديكتاتورية أو ببساطة مؤشر DD أو مجموعات بيانات DD تشير إلى المقياس الثنائي للديمقراطية والديكتاتورية الذي اقترحه لأول مرة آدم برزورسكي وآخرون. (2010)، وقد جرى تطويره على يد Cheibub و Gandhi و Vreeland (2009). على الرغم من أن أحدث مجموعة بيانات قد جرى تحديثها فقط لعام 2008، إلا أن Cheibub تخطط لتحديثها إلى العام الحالي.
استنادًا إلى فكرة التصنيف الثنائي للنظام التي اقترحها ألفاريز في عام 1996، والديمقراطية والتنمية (أو مقياس DD، مجموعة بيانات ACLP) التي اقترحها Przeworski وآخرون. (2010)، طور Cheibub و Gandhi و Vreeland مخطط تصنيف للنظام من ستة درجات، مما أدى إلى ما أطلق عليه المؤلفون مجموعات بيانات DD.
تغطي مجموعة بيانات DD نقاط البيانات السنوية لـ 199 دولة من عام 1946 (أو تاريخ الاستقلال) حتى عام 2008. تظهر الأرقام على اليسار النتائج في عامي 1988 و 2008.

## نظام تصنيف النظام وقواعده
يصنف مؤشر DD أولاً الأنظمة إلى نوعين: الديمقراطيات والديكتاتوريات. بالنسبة للديمقراطيات، فإنها تصنفها إلى ثلاثة أنواع: الديمقراطيات البرلمانية، وشبه الرئاسية، والديمقراطيات الرئاسية. أما الديكتاتوريات فيُصنفها إلى الدكتاتورية الملكية والعسكرية والمدنية. استنادًا إلى نظرية الديمقراطية فإن الحد الأدنى "يعتمد على وجود انتخابات تنافسية". باللجوء إلى المفاهيم الديمقراطية من قبل كارل بوبر وجوزيف شومبيتر، دافع برزورسكي عن نهج الحد الأدنى، مستشهدا بأنها "النظام الوحيد الذي يستطيع فيه المواطنون التخلص من الحكومات دون إراقة دماء".

### القواعد الأربعة
لاعتبار النظام ديمقراطيًا يجب أن يفي بالمتطلبات التالية:
1. يجب اختيار الرئيس التنفيذي عن طريق انتخابات شعبية أو من هيئة منتخبة شعبياً.
2. يجب أن يجري انتخاب الهيئة التشريعية شعبيا.
3. يجب أن يكون هناك أكثر من حزب واحد يتنافس في الانتخابات.
4. يجب أن يكون هناك تناوب في السلطة بموجب قواعد انتخابية مماثلة لتلك التي جلبت شاغل الوظيفة إلى المنصب.»

قد تستوفي بعض الأنظمة القواعد الثلاثة الأولى، لكنها تفتقر إلى التناوب في السلطة في ماضيها التاريخي ؛ فيجري تصنيف هذه الأنظمة على أنها ديكتاتورية بسبب الحالات التي يسمح فيها شاغل المنصب بالانتخابات فقط طالما استمر في الفوز، ويرفض التنحي إذا خسر. ومع ذلك، نظرًا لأنه قد يتخلى عن السلطة أيضًا عن طيب خاطر، فقد جرى تمييز النظام بقيمة من النوع الثاني للإشارة إلى أخطاء التصنيف المحتملة حيث قد يُصنف النظام الديمقراطي بشكل خاطئ على أنه نظام ديكتاتوري. هذا لا يشير إلى حالات شبه ديمقراطية أو شبه دكتاتورية.. أقر المؤلفون بأن القاعدة الأخيرة أكثر تعقيدًا في التنفيذ، لكنهم ذكروا أنها تساعد الباحثين على التحكم في الأخطاء المحتملة وإزالة الحكم الذاتي من التصنيف.

## البلدان
يحتوي مؤشر الديمقراطية - الديكتاتورية على أنواع الأنظمة الرئيسية من "الديمقراطية" و"الديكتاتورية" وثلاثة أنواع فرعية لكل منها أيضًا. يمكن أن تكون الديمقراطيات إما برلمانية أو شبه رئاسية أو رئاسية ويمكن أن تكون الديكتاتوريات مدنية أو عسكرية أو ملكية. العديد من البلدان التي يُنظر إليها على أنها ديمقراطية بخلاف ذلك هي ديكتاتوريات لأنه لم يكن هناك حتى الآن تناوب في السلطة لأن حكومتها الحالية لم تخسر أي انتخابات. لذلك، من المستحيل معرفة ما إذا كان النظام ديمقراطيًا أم ديكتاتوريًا، لذلك يعتبره مؤشر DD نظامًا ديكتاتوريًا حتى يحدث تناوب في السلطة.
| ديمقراطية |

| ديمقراطية رئاسية |

## تصنيف الديمقراطية

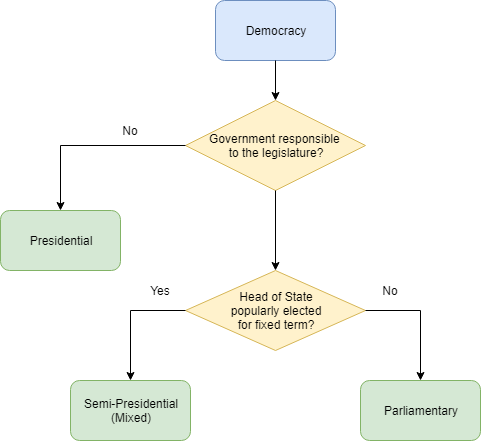
مخطط انسيابي لتصنيف الديمقراطيات. لاحظ أن الأسماء الرسمية لا تحدد تصنيفها.

تُصنف الديمقراطيات حسب القواعد التي يمكن بموجبها تعيين الرؤساء التنفيذيين أو عزلهم ويمكن أن تكون إما رئاسية أو مختلطة أو شبه رئاسية أو برلمانية.:454 من المهم ملاحظة أن هذه الأسماء لا يجب أن تتوافق مع العناوين الرسمية أو العامية لأي بلد. على سبيل المثال، يمكن أن يصنف DD الدولة التي لديها جمعية تشريعية اسمها الرسمي هو "البرلمان" ولكن لا يزال يصنفها في أي من الفئات الثلاث. يعتمد التصنيف على القواعد التي تحدد العلاقة بين حكومة البلد، والجمعية التشريعية (غالبًا ما تسمى الهيئة التشريعية)، ورئيس الدولة.:454 تتألف الحكومة من الرئيس التنفيذي ورؤساء الدوائر التنفيذية. يمكن أن يتخذ الرئيس التنفيذي العديد من الأسماء بما في ذلك المستشار أو رئيس الوزراء أو رئيس مجلس الدولة ويمكن أن يحمل رؤساء الإدارات التنفيذية أسماء مختلفة ويمكن تسميتهم بأشياء مختلفة. في المملكة المتحدة، على سبيل المثال، الرئيس التنفيذي هو رئيس الوزراء، والوزراء هم رؤساء الإدارات التنفيذية، التي تشكل الحكومة معًا.

### المسؤولية التشريعية
التمييز الأول هو ما إذا كانت الدولة لديها مسؤولية تشريعية لحكومة ما، أي ما إذا كان تصويت الأغلبية في المجلس التشريعي يمكن أن يزيل الحكومة القائمة دون سبب. الأغلبية المطلوبة لإقالة الحكومة القائمة تختلف من دولة إلى أخرى ولكنها تسمى تصويت بحجب الثقة. تتطلب بعض البلدان (مثل إسبانيا وبلجيكا وألمانيا) أن يحدد التصويت بسحب الثقة أيضًا من الذي سيحل محل الحكومة الحالية لتقليل الوقت دون حكومة مؤقتة، واستبدال حكومة بأخرى. يسمى هذا النوع من التصويت تصويتًا بناءً بحجب الثقة. في بعض الأحيان، تقوم الحكومات الحالية بإرفاق بند تصويت بحجب الثقة بجزء من التشريع الذي يريدون تمريره، مما يربط فعليًا بقاء الحكومة على إقرار التشريع.

### رئيس الدولة
التمييز الثاني هو ما إذا كان رئيس الدولة ينتخب شعبيا لفترة محددة. قد يكون رئيس الدولة غير منتخب ولا يزال يُصنف على أنه ديمقراطي. ومعنى "المنتخب شعبياً" أن رئيس الدولة يُنتخب مباشرة من قِبل المواطنين أو تنتخبه الجمعية التشريعية المُنتخبة (على سبيل المثال، الهيئة الانتخابية في الولايات المتحدة). في ألمانيا، يُنتخب رئيس الدولة بواسطة المجالس التشريعية الإقليمية ولا يُنتخب شعبياً. عادة ما يشار إلى رؤساء الدول المنتخبين باسم "الرئيس". تشير عبارة "فترة محددة" إلى أنه بمجرد اختيار رئيس الدولة، فإنه يخدم عددًا معروفًا ومحدودًا من السنوات قبل إجراء انتخابات أخرى، ولا يمكن عزله من المنصب في هذه الأثناء عن طريق التصويت بحجب الثقة.
يقوم رئيس الدولة في معظم الديمقراطيات البرلمانية بتعيين رئيس الحكومة رسميًا.:465 بعض الدول، مثل اليونان وبلغاريا، تحدد من يختاره رئيس الدولة ليكون رئيس الحكومة. في السابق، على سبيل المثال، كان يجب على الرئيس أن يعين زعيم أكبر حزب في البرلمان رئيسًا للوزراء، ويكون أمامه ثلاثة أيام لكسب ثقة الأغلبية في البرلمان.
وبدلاً من ذلك، فإن بعض البلدان، مثل السويد، تكلف شخصًا آخر تمامًا باختيار رئيس الحكومة، مثل رئيس الجمعية التشريعية.

### تصنيف
التمييز الأول هو ما إذا كانت الحكومة الديمقراطية مسؤولة أمام الهيئة التشريعية. إذا لم تكن مسؤولة، فهي ديمقراطية رئاسية. إذا كان الأمر كذلك، فهناك تمييز إضافي بين الديمقراطيات التي يُنتخب فيها رئيس الدولة شعبياً وتلك التي لا يُنتخب فيها رئيس الدولة شعبياً. إذا جرى انتخاب رئيس الدولة شعبياً لفترة محددة، فإن الديمقراطية مختلطة أو شبه رئاسية. إذا كان رئيس الدولة يخدم مدى الحياة أو لم يجري انتخابه شعبيا أو لفترة محددة، فإن الديمقراطية برلمانية.
يقدم الجدول أعلاه قائمة كاملة بالدول ونوع الديمقراطية فيها. لاحظ أن رئيس الدولة والرئيس التنفيذي والحكومة والهيئات التشريعية يمكن أن تكون أسماءهم الرسمية متناقضة على ما يبدو مع هذا التصنيف. الاسم الذي تطلقه الديمقراطية على نفسها أو إدارتها لا يشير إلى نوع الديمقراطية.

### تعريفات
الديمقراطية الرئاسية لديها حكومة لا تحتاج إلى دعم الأغلبية من المجلس التشريعي للبقاء في السلطة. تتمتع الديمقراطية شبه الرئاسية (المختلطة) بحكومة تحتاج إلى غالبية الدعم من المجلس التشريعي للوجود، ويجري انتخاب رئيس دولتها شعبياً لفترة محددة. الديموقراطية البرلمانية هي نفسها شبه الرئاسية ولكن لديها رؤساء دول غير منتخبين شعبيا لفترة محددة، وعادة ما يكون إما ملوك أو مسؤولون لا يجري اختيارهم عن طريق الانتخابات الشعبية.:457

## مقارنة مع مجموعات بيانات قياس الديمقراطية الأخرى
تقتصر مجموعة بيانات DD على 199 دولة بعد عام 1946، بينما اقترح Boix و Miller و Rosato، 2013 مجموعة بيانات منذ 1800 إلى 2007، تغطي 219 دولة. يغطي إصدار 2010 من سلسلة بيانات Polity عدد 189 دولة منذ 1800 إلى 2009.
طور Gugiu & Centellas مؤشر التصنيف العنقودي للديمقراطية الذي يدمج خمسة مؤشرات للديمقراطية (بما في ذلك مجموعة بيانات DD ومجموعة بيانات Polity)، وتجميع 24 نظامًا أمريكيًا و 39 نظامًا أوروبيًا على مدار 30 عامًا.

## روابط خارجية
- مجموعة بيانات واستشهادات DD نسخة محفوظة 23 فبراير 2014 على موقع واي باك مشين.
- مجموعة بيانات واستشهادات ACLP نسخة محفوظة 15 مارس 2014 على موقع واي باك مشين.
- Przeworski و Alvarez و Cheibub و Limongi: الديمقراطية والتنمية نسخة محفوظة 24 مارس 2014 على موقع واي باك مشين. من WikiSummary، قاعدة بيانات ملخص العلوم الاجتماعية المجانية